# 榆社站
榆社站，位于中华人民共和国山西省晋中市榆社县箕城镇，是太焦铁路上的火车站，建于1975年，由太原局集团太原车务段管辖。

## 歷史
- 建于1975年。

## 旅客列车目的地
自2024年10月起，每天有4班旅客列车在本站停靠。
| 目的地                  | 车次 | 所属路局   |
| ----------------------- | ---- | ---------- |
| 沁县 （实际运行至大平） | 8171 | 太原局集团 |
| 太原                    | 8172 | 太原局集团 |
| 太原                    | K904 | 太原局集团 |
| 九江                    | K903 | 太原局集团 |

## 車站周邊
- 中国建设银行榆社支行
- 箕城镇人民政府
- 榆社县水利局

## 外部連結
- 中国铁路客户服务中心 （页面存档备份，存于）